# Pierre Gloor
Pierre Gloor (* 5. April 1923 in Basel; † 14. Oktober 2003 in Montreal) war ein schweizerisch-kanadischer Neurologe, klinischer Neurophysiologe und Epileptologe.

## Leben
Nach einem Medizinstudium bis 1948 in der Schweiz (Basel und Lausanne) und dem Beginn seiner Facharztweiterbildung in der Neurologischen und Neurochirurgischen Klinik des Hôpital Louis Pasteur in Colmar kam Gloor mit einem Stipendium nach Kanada und absolvierte von 1952 bis 1957 eine Fellowship für EEG und klinische Neurophysiologie am Montreal Neurological Institute (MNI) in Montreal. Dies war der Beginn einer langjährigen und kontinuierlichen Tätigkeit am MNI sowie an der McGill-Universität in Montreal, wo er bis zu seinem Tod verblieb.
Von 1954 bis 1957 war Gloor bereits Lecturer in der Neurologie und Neurochirurgie der McGill-Universität. 1957 schloss Gloor seine Ph.D.-Arbeit ab und wurde Assistant Professor. Von 1962 bis 1968 war er Associate Professor und ab 1968 Full Professor an der Abteilung für Neurologie und Neurochirurgie der McGill-Universität. Von 1961 bis 1984 war er Leiter des EEG-Labors und der klinischen Neurophysiologie, 1998 (nachdem er schon mehrere Jahre nach einem Schlaganfall arbeitsunfähig war) wurde er emeritiert.
Gloor war u. a. Präsident sowohl der Kanadischen als auch US-amerikanischen EEG-Gesellschaft und 1975–1976 der US-amerikanischen Epilepsiegesellschaft „American Epilepsy Society“, AES.

## Werk
Gloor war ein Experte der Elektroenzephalographie, beschäftigte sich dabei auch mit historischen Aspekten und übersetzte die Originalarbeiten von Hans Berger ins Englische.
Am MNI arbeitete Gloor u. a. mit dem Neurochirurgen und Epileptologen Wilder Penfield sowie dem Psychologen, Neurowissenschaftler und Epileptologen Herbert Henri Jasper zusammen. Er führte u. a. das Konzept der kortiko-retikulären Epilepsien als Hypothese der Entstehung bilateraler Spike-Wave-Aktivität ein sowie – nach entsprechenden Beobachtungen bei kardiochirurgischen Patienten – das Penicillinmodell der Epilepsie durch topische Applikation bei Katzen.
Gloor beschäftigte sich besonders intensiv mit dem Temporallappen sowie dem limbischen System und der klinischen Symptomatik von Temporallappenepilepsien. Dem Temporallappen widmete er auch sein Opus magnum.

### Bücher
Neben zahlreichen Artikeln in Fachzeitschriften und Buchbeiträgen war Gloor auch Mitherausgeber von Büchern:
- J.-P. Cordeau, P. Gloor (Hrsg.): Recent Contributions to Neurophysiology. International Symposium in Neurosciences in Honor of Herbert H. Jasper. In: Electroencephalography and Clinical Neurophysiology. Supplement 31. Elsevier, Amsterdam / New York 1972.
- J. Gotman, J. R. Ives, P. Gloor (Hrsg.): Long-Term Monitoring in Epilepsy. (Supplement 37 to Electroencephalography and Clinical Neurophysiology). Elsevier, Amsterdam / New York / Oxford 1985.
- M. Avoli, P. Gloor, T. A. Reader, R. W. Dykes (Hrsg.): Neurotransmitters and Cortical Function: From Molecules to Mind. Springer, Berlin / Heidelberg / New York 1988.
- M. Avoli, P. Gloor, G. Kostopoulos, R. Naquet (Hrsg.): Generalized Epilepsies. Neurobiological Approaches. Birkhäuser, Boston / Basel / Berlin 1990.
- P. Gloor: The Temporal Lobe and Limbic System. Oxford University Press, New York / Oxford 1997.

## Auszeichnungen
- 1962: Robert-Bing-Preis der Schweizerischen Akademie der Wissenschaften
- 1975: Ehrenmitgliedschaft der Deutschen EEG-Gesellschaft (seit 1996: Deutsche Gesellschaft für Klinische Neurophysiologie und Funktionelle Bildgebung; DGKN)
- 1979: Michael-Preis der Stiftung Michael
- 1981: (William G.) Lennox-Award der AES
- 1988: (Herbert Henri) Jasper-Award der US-amerikanischen EEG-Gesellschaft (seit 1995: American Clinical Neurophysiology Society; ACNS)[10]
- 1986: Ehrenmitgliedschaft der Deutschen Sektion der ILAE (seit 2004: Deutsche Gesellschaft für Epileptologie)
- 1990: (Wilder) Penfield-Award der Kanadischen Liga gegen Epilepsie
- 1994: Forschungsanerkennungspreis der AES und Milken-Familienstiftung

Seit 1997 wird von der ACNS jährlich ein nach ihm benannter Preis vergeben.